# 音位正写法
音位正写法（英语：Phonemic orthography）是一种字位（书写符号）对应语言的音位（重要口语发音）的正写法（语言的书写系统）。有完美的音位正写法的语言很少；字母系统的正写法中，字音应高度地对应，但是又不难以对应。例如，英语正写法，使用字母系统书写，但又很难表达音位；它在中古英语阶段曾经是音位的，当现代拼写起源时，英语口语已经发生了变化而正字法却没有变，结果造成现代的非音位状况。与英语比较起来它们与更近现代的意大利语、土耳其语及芬兰语正写系统更接近于一致。
不太正式的描述——一个高度音位正写的语言应具有“拼写得有规律”。另一个术语是正写法的深浅度，正写法的深度是它从真正音位的偏离程度。该概念也可以应用于非字母书写系统如音节文字。

## 理想的音位正写法
在一个理想的音位正写法中，其字位（字母）应该可以与其语言的音位完全对应（双射），且每个音位又总是用对应的字位表达。所以，单词的拼写明确地表达其发音，单词的发音明确地表示其拼写。这种理想的情况很罕见，但几种语言的字母系统中的确存在。
一个有争议的例子，塞尔维亚语有一个理想的音位正写法。在塞尔维亚语字母中，有30个字位，每一个唯一的字位对应一个音位。19世纪实现，当塞尔维亚语言学家吴克·卡拉季奇改造了西里尔字母并用一段话向公众表达“写出你讲的话，读出写下的话。”（Piši kao što govoriš, čitaj kako je napisano/Пиши као што говориш, читај како је написано），宣告了一个完美的音位正字法的实现。这使塞尔维亚语的读和写非常容易学习。
从理想音位偏离有两种不同类型。第一种情况，丢失了精确一一对应的关系（例如，一些音位或许被一个二合字母代替了单个字母表达），但是“规律性”保留了下来：仍然有一种算法（只是复杂了一点）用于从发音预测拼写，反之亦然；第二种情况，出现了真正的不规律性，某些词用了与其它词不同的规则来拼写和发音，反过来从发音预测拼写也不再可能。